# 道の駅みやもり
道の駅みやもり（みちのえき みやもり）は、岩手県遠野市にある国道283号の道の駅である。愛称は、清流とわさびの里。

## 施設
- 駐車場
  - 普通車：81台
  - 大型車：8台
  - 身障者用：1台
- トイレ（いずれも24時間利用可能）
  - 男：大 2器、小 4器
  - 女：4器
  - 身障者用：2器
- 公衆電話：1台
- 公衆FAX：1台
- めがね橋直売所
- 観光インフォメーション
- 展示コーナー
- 休憩コーナー（24時間）
- ふれあい広場
- スーパーマーケット
- 親水公園

## 休館日
- 第2水曜日

## アクセス
- 国道283号
- JR 釜石線 宮守駅から徒歩
- E46 釜石自動車道 宮守インターチェンジ

## 周辺
- 遠野市役所宮守総合支所
- 遠野市立宮守小学校
- 遠野市立遠野西中学校
- 岩手県道161号達曽部下宮守線
- 岩手県道178号下宮守田瀬線
- 宮守郵便局
- 宮守川

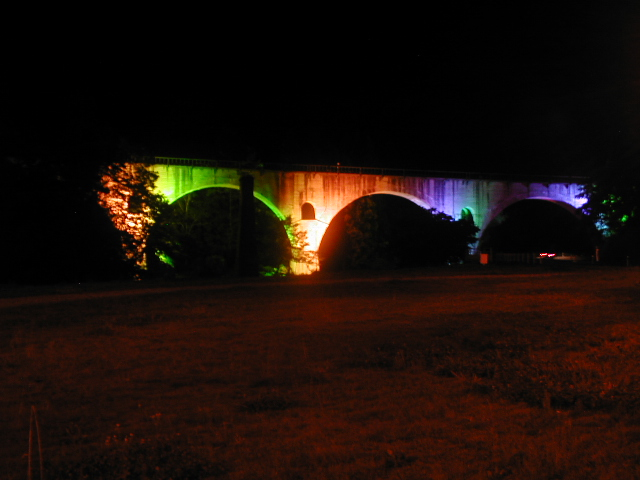
ライトアップされた宮守川橋梁

- 宮守川橋梁（めがね橋） - JR 釜石線の橋梁